# ستروژنا
ستروژنا (به لاتین: Stružná) یک منطقهٔ مسکونی در جمهوری چک است که در ناحیه کارلووی واری واقع شده‌است. ستروژنا ۱۲٫۶ کیلومتر مربع مساحت و ۵۳۹ نفر جمعیت دارد و ۶۴۵ متر بالاتر از سطح دریا واقع شده‌است.